# Iris minima
Iris minima es una especie de mantis de la familia Tarachodidae.

## Distribución geográfica
Se encuentra en Irán.